# ニコライ・タナーエフ
ニコライ・ティモフェイェビッチ・タナーエフ（Nikolai Timofeyevich Tanayev、1945年11月5日 - 2020年7月19日）は、キルギス共和国の政治家。第8代首相を務めた。民族はロシア人。

## 来歴
1945年、ロシア・ソビエト連邦社会主義共和国のペンザ州ミハイロフカ生まれ。
2001年よりクルマンベク・バキエフ内閣で副首相を務め、2002年5月22日に同首相が解任されたのち、アスカル・アカエフ大統領に任命され首相に就任した。正式に首相として就任したのは、指名後8日後に議会に承認されてからである。
首相として2004年4月8日に不信任投票を受けたが、不信任票は27対14票で、不信任成立に必要な30票に届かず、解任を免れた。3月24日、チューリップ革命で野党勢力がビシュケクを占拠すると、タナーエフは首相職を辞任した。
政界を退いた後はガスプロムの子会社であるガスプロムインベストのゼネラルディレクターの顧問を務めるなど経済界で活躍した。
2020年7月19日、74歳で死去。